# Главный судетский маршрут
 Главный судетский маршрут имени Мечислава Орловича. (поль. Główny Szlak Sudecki imienia Mieczysława Orłowicza, «GSS») — пешеходный горный маршрут, маркированный красным цветом, переходящий от Сверадува-Здрую до Прудника через самые интересные части Судетов.

## История
Идея маршрута появилась на встрече Судетской комиссии Польского татранского общества, которая состоялась 24 октября 1947. Год спустя начались работы по маркировке маршрута. В связи со 100-летием туризма в Польше в 1973 г., Комиссия горного туризма Главного управления Польского туристско-краеведческого общества дала Главному судетскому маршруту имя Мечислава Орловича в знак признания его заслуг для туризма и краеведения.

## Описание маршрута
На протяжении многих лет маршрут изменялся. Теперь начинается в Свердауве-Здую, проходит через Изерские горы (Высока Копа, 1126 м; Высоки Камень, 1058 м) до Шклярской-Порембы, потом через Карконоше (Водопад Каменьчика, Вельки Шышак — 1509 м, Перевал под Снежкой — 1389 м) до Карпача; следующие этапы это горы Рудавы Яновицкие (Скальник, 945 м) до Кшешува, Каменные и Чёрные горы до Едлины-Здрую, Совиные горы (Большая Сова, 1015 м), Сребряный перевал отделяющий их от Бардзких гор. Далей, через Вамбежице, маршрут ведёт в Столовые горы и до судетских курортов: Кудова-Здруй, Душники-Здруй; далей: Орлицкие и Бистжыцкие горы, водопад Вильчки, Массив Снежника, горы Кровьярки, Лёндек-Здруй, Золотые горы до Пачкува (где в течение многих лет кончался на железнодорожном вокзале) и далей через Калкув, Глухолазы, Опавские горы до Прудника. 
Маршрут обходит несколько важных судетских пунктов, включая вершины: Снежка и Снежник. Длина маршрута — около 440 километров, а время перехода — 104 часа.

## Пешеходный туризм
Маршрут доступен весь год, хотя некоторые из его частей могут быть закрыты в зимний период в связи с возможностью лавин (Карконоше), а также и опасных болот (Столовые горы). Есть много горных приютов, в ведении ПТТК (Польского туристического общества). Польские турбазы обязаны дать ночлег каждому человеку, который не в состоянии найти любое другое место до захода солнца или в чрезвычайной ситуации, хотя в примитивных условиях.

## Турбазы
- Турбаза ПТТК на Стогу Изерском (Schronisko PTTK Na Stogu Izerskim)
- Турбаза Высоки Камень (Schronisko Wysoki Kamień)
- Турбаза «Каменьчик» (Schronisko «Kamieńczyk»)
- Турбаза ПТТК на Хали Шреницкой (Schronisko PTTK Na Hali Szrenickiej)
- Турбаза Шреница (Schronisko Szrenica)
- Турбаза ПТТК «Под Лабским пиком» (Schronisko PTTK «Pod Łabskim Szczytem»)
- Турбаза ПТТК «Возрождение» (Schronisko PTTK «Odrodzenie»)
- Турбаза «Силезский дом» (Schronisko «Dom Śląski»)
- Турбаза ПТТК «Самотнья» (Schronisko PTTK «Samotnia»)
- Турбаза ПТТК «Стжеха Академицка» (Schronisko PTTK «Strzecha Akademicka»)
- Турбаза ПТТК «Над Ломничкой» (Schronisko PTTK «Nad Łomniczką»)
- Турбаза ПТТК «Анджеювка» (Schronisko PTTK «Andrzejówka»)
- Турбаза ПТТК «Зыгмунтувка» (Schronisko PTTK «Zygmuntówka»)
- Турбаза "Орёл " (Schronisko «Orzeł»)
- Турбаза «Сова» (Schronisko «Sowa»)
- Турбаза ПТТК «Пастушка» (Schronisko PTTK «Pasterka»)
- Турбаза ПТТК «На Щелиньце» (Schronisko PTTK «Na Szczelińcu»)
- Турбаза ПТТК «Под Муфлоном» (Schronisko PTTK «Pod Muflonem»)
- Турбаза ПТТК «Орлица» (Schronisko PTTK «Orlica»)
- Турбаза ПТТК «Ягодна» (Schronisko PTTK «Jagodna»)
- Турбаза «На Игличной» (Schronisko «Na Iglicznej»)
- Турбаза ПТТК «На Снежнике» (Schronisko PTTK «Na Śnieżniku»)
- Турбаза ПТТК «Под Копой Бискупёй» (Schronisko PTTK «Pod Kopą Biskupią»)

- Маркировка маршрута на вершине Слонечника (1420 м)
- Снежка (1602 м) – наивысшая вершина около маршрута
- Самотнья – горный приют в Карконошах
- Золотые горы в восточной части маршрута